# هرزل كوه (مقاطعة فومن)
هرزل كوه (بالفارسية: هرزل کوه) هي قرية تقع في غيلان في إيران. يقدر عدد سكانها بـ 47 نسمة .